# Cyberblast
Cyberblast is een computerspel dat werd ontwikkeld en uitgegeven door Innerprise Software. Het spel werd uitgebracht in 1990 voor de Commodore Amiga en de Apple Macintosh. De speler bevindt zich in Fastrax Laboratories waar het Trans-universal Portal Experiment in het zonnestelsel compleet mislukt is. Het spel omvat 64 levels die binnen een tijdslimiet gehaald moeten worden. Het doel van het spel is de chip die de missies controlleerd te vinden. Deze chip moet gevonden worden om het portaal te sluiten en zodat dodelijke ruimtewezens niet meer het zonnestelsel kunnen binnendringen.

## Ontvangst
| Beoordeeld door | Platform | Datum          | Score |
| --------------- | -------- | -------------- | ----- |
| Amiga Joker     | Amiga    | september 1992 | 36%   |